# 塔吉克航空

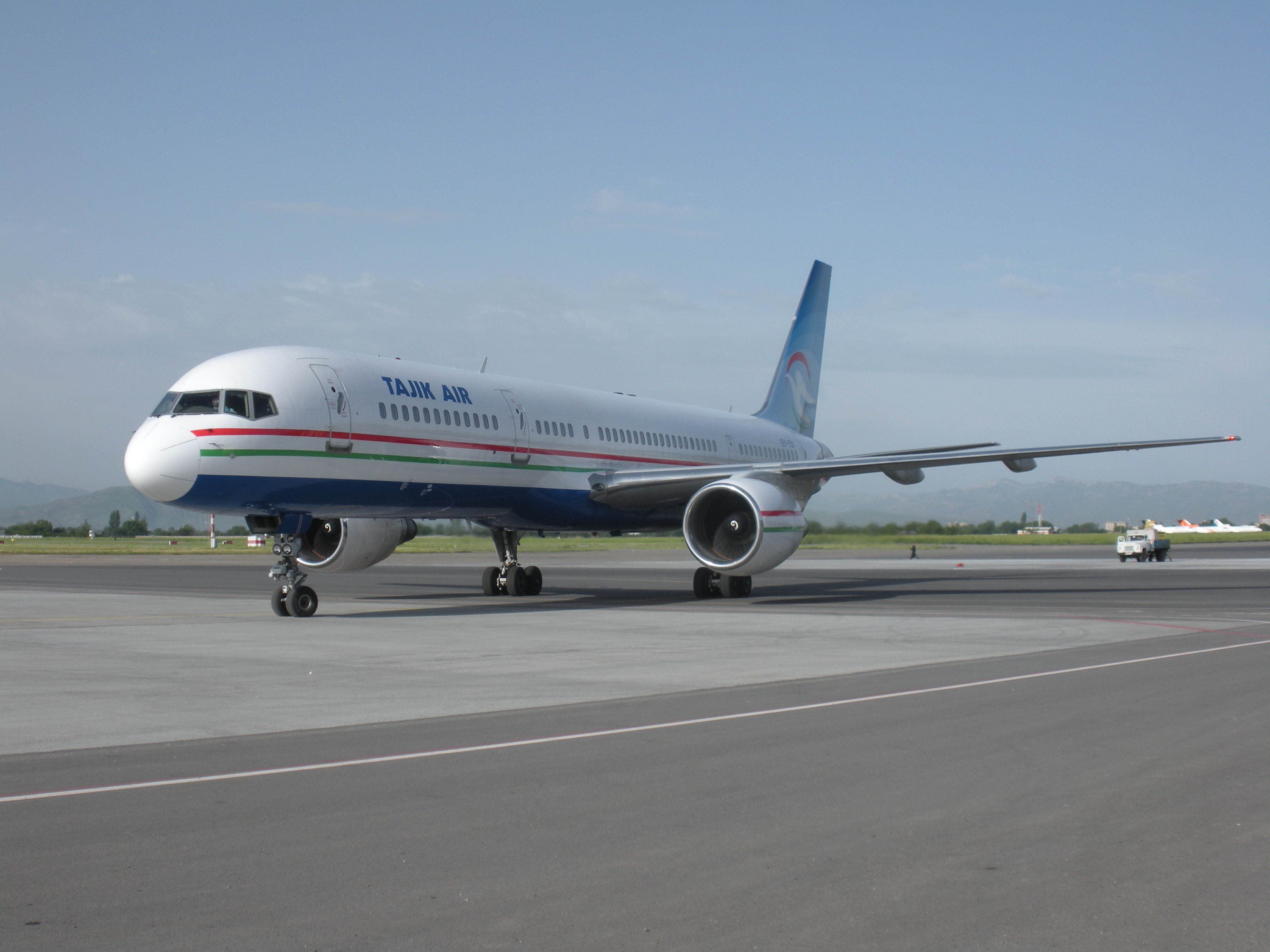
塔吉克航空B757-200飛機

是塔吉克斯坦的國家航空公司，總部設在該國首都杜尚別，主要服務於塔吉克斯坦国内航線。

## 历史
建立于1924年9月3日，第一条航线为杜尚别—布哈拉。首次航线采用的是二手的德国容克公司的F13型号飞机。这是世界上仍然经营的第七家古老的航空公司，航空公司原名塔吉克民航，爾後塔吉克由蘇聯獨立後改為現名，並成為該國國家航空公司。

## 目前情况
2005年在世界金融危机的情况下，通过欧洲开发银行获得贷款购买了空客A320和波音737。
目前还有少数的苏联老式飞机图-154仍在服役。
从2006年9月份开始，其在塔吉克斯坦的显著市场份额，达到了垄断的地位。
2006年1-9月份，累计搭载乘客32万人次。
从2007年起，欧盟禁止塔吉克航空飞机入境，唯一可以前往的是杜塞尔多夫市。

2019年1月14日，塔吉克航空宣布暂停运营， 同年11月恢复运营。 然而，由于技术和财政困难，该公司于2020年9月14日再度停止运营。

### 恢复国内航线
2024年10月1日起, 该公司利用一架An-28飞机执飞杜尚别-霍罗格的定期航线. 2025年1月，该公司宣布将开通杜尚别与库洛布和彭吉肯特之间的国内航线。  

## 外部連結
- 官方網站 （页面存档备份，存于）（俄文）（英文）